# افشاری
آواز افشاری یکی از آوازهای موسیقی ایرانی است و از متعلقات دستگاه شور دانسته می‌شود. این آواز بر محوریت دستگاه شور است اما نت ایست آن درجهٔ دوم شور است و نت شاهد آن درجهٔ چهارم شور است. درجهٔ پنجم شور نت متغیر است و درجات ششم و هفتم در درآمد افشاری نقشی ندارند اما در برخی گوشه‌های آن حائز اهمیت می‌شوند. آواز افشاری آوازی نسبتاً مستقل از دستگاه شور است.
نام افشاری به ایل افشار اشاره دارد. اهمیت افشاری در طول تحولات ردیف افزایش یافته‌است. از مهم‌ترین گوشه‌های آن می‌توان به درآمدهای متعدد، بیات راجه، رُهاب، مسیحی، نهیب، و مثنوی‌پیچ اشاره کرد. آواز افشاری اشتراکاتی با دستگاه‌های نوا و ماهور و آوازهای بیات اصفهان، ابوعطا و بیات ترک دارد. به لحاظ احساسی، افشاری دارای حالتی «مالیخولیایی» و متأثرکننده و مناسب برای مناجات دانسته شده‌است.

## تاریخچه
نام افشاری به ایل افشار اشاره دارد که از اقوام ترک آذربایجانی هستند. افشاری در ردیف‌های قدیمی‌تر (نظیر ردیف میرزاعبدالله) اهمیت کمتری داشته و مدت اجرای آن کمتر از ۵ دقیقه بوده اما در ردیف‌های جدیدتر اهمیت بیشتری پیدا کرده، چنان‌که اجرای آن به راحتی تا ۳۰ دقیقه نیز ادامه می‌یابد و حتی در اجرای ردیف توسط نورالدین رضوی سروستانی آواز افشاری ۴۵ دقیقه طول کشیده‌است.

## تحلیل ردیف
آواز افشاری، برخلاف برخی دیگر از متعلقات دستگاه شور، نسبتاً مستقل است چنان‌که مُد و فرود مخصوص به خودش را دارد (و به محور اصلی شور فرود نمی‌کند). با این حال، به عقیدهٔ هرمز فرهت از آنجا که گوشه‌های پایانی افشاری به محور اصلی دستگاه شور پرده‌گردانی می‌کنند، افشاری غالباً جزو متعلقات دستگاه شور طبقه‌بندی می‌شود (و نه به عنوان یک دستگاه جداگانه). نت خاتمه در افشاری، درجهٔ زیرپایه (یکی قبل از نت پایهٔ) شور است اما به ندرت استفاده می‌شود. نت پایهٔ شور نیز به‌طور کلی در آن فاقد اهمیت است و می‌تواند کلاً اجرا نشود. درجهٔ دوم شور نت ایست افشاری است و تقریباً تمام جمله‌های موسیقی به این نت ختم می‌شوند؛ تأکید روی این درجه در ملودی‌های افشاری متداول است. درجهٔ سوم شور نقشی گذرا دارد اما درجهٔ چهارم شور نت شاهد افشاری است و از اهمیت بالایی برخوردار است. این درجه گاهی به عنوان نت آغاز افشاری نیز به کار گرفته می‌شود. درجهٔ پنجم شور در افشاری نت متغیر است و در مسیر بالارونده گاه یک ربع پرده زیرتر می‌شود. درجات ششم و هفتم شور در درآمد افشاری کمتر مورد توجه هستند اما در برخی گوشه‌های افشاری این درجات حائز اهمیت می‌شوند و زمانی بیشتری صرف آن‌ها می‌شود.

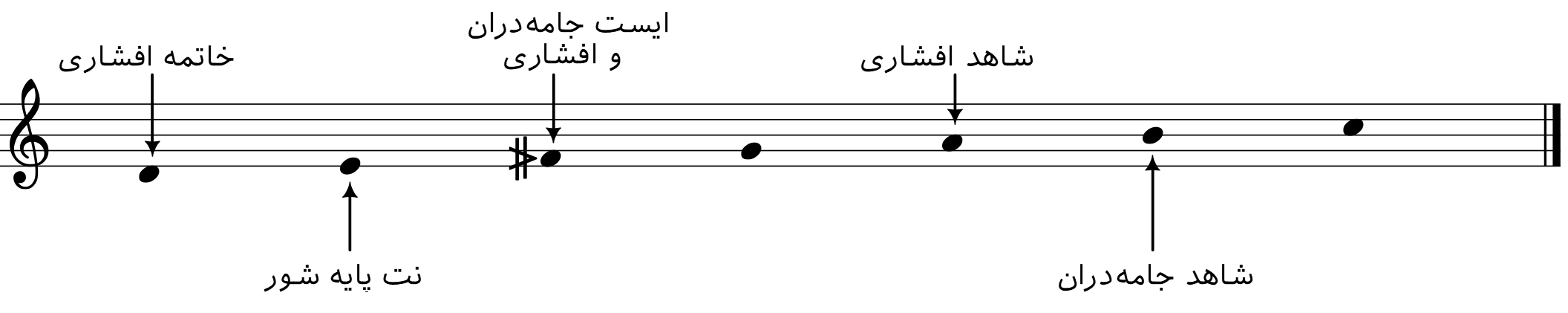
درجات آواز افشاری، بر پایهٔ شورِ می

### گوشه‌ها

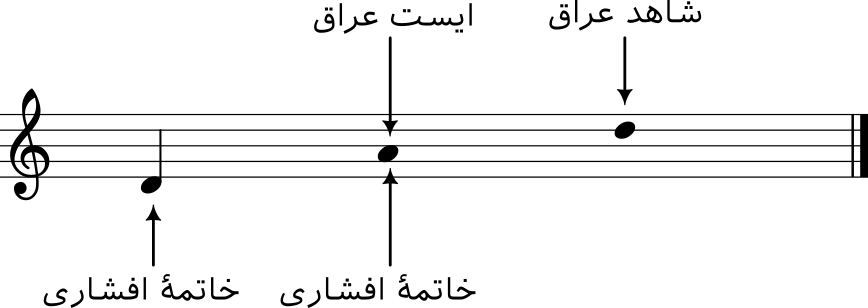
رابطهٔ آواز افشاری با گوشهٔ عراق؛ بین نت خاتمه و نت شاهد افشاری یک فاصلهٔ پنجم درست، و بین نت ایست و نت شاهد عراق یک فاصلهٔ چهارم درست وجود دارد

افشاری درآمدهای مفصلی دارد، چنان‌که در ردیف علی‌اکبر شهنازی هشت درآمد مختلف برای آن آمده‌است. برخی از درآمدهای افشاری تا درجه‌های هفتم، هشتم و حتی نهم شور نیز گسترش می‌یابند و روی درجات بالا تأکید قابل توجهی می‌کنند. چنین تحرکی در دستگاه‌های دیگر معمولاً تحت یک گوشهٔ مجزا شناخته می‌شود اما در افشاری جزئی از درآمد محسوب می‌شود چرا که همواره به نت شاهد و نت ایست افشاری بازمی‌گردد.
مهم‌ترین گوشه‌های افشاری عبارتند از بیات راجِه (یا بیات راجع)، رُهاب، مسیحی، نهیب، و مثنوی‌پیچ (یا مثنوی). مهدی برکشلی برای افشاری این گوشه‌ها را نیز برمی‌شمرد: جامه‌دران (نت شروع: درجهٔ پنجم، نت متغیر: درجهٔ پنجم)، مثنوی‌پیچ (نت شروع: درجهٔ هفتم از طرف بم، نت شاهد: درجهٔ چهارم، نت ایست: درجهٔ دوم، غالباً با اشعار مولوی خوانده می‌شود)، قرائی (نت شروع: درجهٔ هفتم، نت شاهد: درجهٔ هفتم، نت ایست: درجهٔ پنجم)، و شاه‌ختایی (نت شروع: درجهٔ هفتم از طرف بم، نت شاهد: درجهٔ سوم، نت ایست: درجهٔ دوم). داریوش طلایی در کتاب تحلیل ردیف گوشه‌هایی با نام قَرائی و بسته‌نگار را برای آواز افشاری برشمرده‌است، اما فخرالدینی اجرای قرائی را مربوط به گوشهٔ عراق می‌داند.
گوشهٔ بیات راجه در بیات اصفهان و دستگاه نوا نیز اجرا می‌شود و به آن دو نزدیکی بیشتری دارد تا به افشاری. در این گوشه درجهٔ ششم شور ربع پرده زیرتر می‌شود و دیگر تغییر داده نمی‌شود؛ این درجه نت شاهد بیات راجه نیز هست (و درجهٔ پنجم شور نت ایست آن است). رهاب گوشه‌ای از شور است که در بیات اصفهان نیز اجرا می‌شود. در رهاب نت پایهٔ شور (که دو درجه پایین‌تر از نت ایست افشاری است) نقش مهم‌تری پیدا می‌کند و سایر خصوصیات محور اصلی شور نیز در این گوشه مشهودند. گوشهٔ مسیحی در دستگاه نوا نیز اجرا می‌شود و در محور اصلی دستگاه شور قرار دارد. برونو نتل در بررسی ردیف‌های مختلف به این نتیجه رسیده که گوشهٔ رهاب (به جز در خودِ دستگاه شور) همیشه با گوشهٔ مسیحی همراه است.
گوشهٔ نهیب (و دو گوشهٔ مرتبط دیگر شامل عراق و آشور) دارای مُد متفاوتی هستند و در دستگاه‌های نوا، ماهور و راست‌پنج‌گاه هر سهٔ این‌ها اجرا می‌شوند اما به گفتهٔ فرهت در افشاری فقط گوشهٔ نهیب اجرا می‌شود. در این گوشه درجهٔ هشتم شور نت شاهد است و درجهٔ پنجم شور نت ایست. اما فرهاد فخرالدینی از گوشهٔ عراق هم در آواز افشاری نام می‌برد و آن را نقطهٔ اوج آواز افشاری می‌داند. به عقیدهٔ او اجرای گوشهٔ عراق در افشاری، منجر به پرده‌گردانی به دستگاه ماهور می‌شود. با اجرای گوشهٔ عراق، گستردهٔ صوتی آواز افشاری به یک فاصلهٔ دهم کوچک می‌رسد و شامل سیزده درجه می‌شود.
گوشه‌ای با نام مثنوی در افشاری، بیات ترک، همایون و بیات اصفهان وجود دارد و نام آن بیشتر به نوع شعری که همراهش به آواز خوانده می‌شود (مثنوی، به ویژه مثنوی معنوی) اشاره می‌کند و از همین رو در تمام دستگاه‌ها قابل اجراست. گوشهٔ مثنوی‌پیچ به‌طور خاص به خاطر جهشی به اندازهٔ یک فاصلهٔ پنجم درست به سمت بالا در ابتدای گوشه، و سپس یک بازگشتی پلکانی به درجات پایین‌تر، شناخته می‌شود. اشعار مثنوی در بحر رَمَل (بر وزن فاعلاتُن فاعلاتن فاعلات) هستند.

### رابطه با دیگر آوازها و دستگاه‌ها
به لحاظ فواصل، افشاری با محور اصلی شور و به آواز ابوعطا شباهت زیادی دارد. بم‌تر بودن درجهٔ پنجم شور (که در تمام این‌ها نت متغیر است) در ابوعطا و خودِ شور و زیرتر بودن آن در افشاری، فرود نیامدن افشاری در شور، و داشتن فرودهایی مختص به خود، افشاری را از شور و ابوعطا متمایز می‌کند. همچنین فرهت از علینقی وزیری و روح‌الله خالقی چنین نقل می‌کند که هر دوی آن‌ها معتقد به استقلال افشاری از شور هستند و آن را به دستگاه سه‌گاه نزدیک‌تر می‌دانند.
افشاری همچنین به بیات ترک هم شباهت‌هایی دارد؛ از جمله این که در هر دوی آن‌ها تحریرهایی حین حرکت از درجهٔ چهارم شور به درجهٔ پنجم آن به کار گرفته می‌شود.
در اجرای گوشهٔ گُوَشت در دستگاه نوا گاهی درجهٔ چهارم نوا ربع پرده پایین آورده می‌شود که آن را به‌طور مشخصی به افشاری نزدیک می‌کند. همچنین، گوشهٔ نهیب در دستگاه نوا، ماهور و راست‌پنج‌گاه نیز اجرا می‌شود و رابطه‌ای بین این‌ها با افشاری برقرار می‌کند. گوشهٔ حسینی در دستگاه نوا نیز امکان فرود به افشاری و شور را فراهم می‌کند.
در دستگاه ماهور، گوشهٔ شکسته از نظر مد به افشاری شباهت زیادی دارد و تنها با کاستن درجهٔ سوم ماهور به اندازهٔ یک ربع پرده می‌توان به افشاری رسید؛ این تغییر درجه در گوشهٔ نیریز دستگاه ماهور نیز رخ می‌دهد. با این حال یک تفاوت عمده باعث تفکیک شکسته (پس از تغییر درجه) از افشاری می‌شود: در شکسته درجهٔ ششم ماهور یک ربع پرده بالاتر از چیزی است که معمولاً در افشاری شنیده می‌شود. دلیل این امر آن است که در شکسته این درجه به سمت درجه‌های هفتم و هشتم میل می‌کند اما در افشاری به سمت یک درجه پایین‌تر (که شاهد افشاری است) گرایش دارد. گوشهٔ جامه‌دران نیز به جز افشاری، در ماهور، بیات اصفهان و بیات ترک هم اجرا می‌شود. نام این گوشه به جامه دریدن سوگواران در مراسم عزاداری اشاره دارد و در برخی منابع، نام آن در آواز افشاری «مویه افشاری» ذکر شده تا از گوشهٔ جامه‌دران در دیگر دستگاه‌ها تفکیک شود.
دو گوشه در افشاری باعث پرده‌گردانی به یک مایهٔ دیگر می‌شوند، که این دو عبارتند از قرائی و عراق.

## احساس
برکشلی متغیر بودن درجهٔ پنجم شور در افشاری را باعث ایجاد «حالت مالیخولیایی» در این آواز می‌داند. دیگران نیز افشاری را «متأثرکننده» توصیف کرده‌اند و آن را برای مناجات مناسب دانسته‌اند. اما گوشهٔ رهاب (رهاوی) که در اواخر آواز افشاری نواخته می‌شود، امیدبخش توصیف شده‌است، چنان‌که گویی «آب خنکی بر قلب سوزان می‌ریزد».

## نمونه‌ها
«این دهان بستی دهانی باز شد» آوازی است در مایهٔ افشاری (گوشهٔ مثنوی) که توسط محمدرضا شجریان برای ماه رمضان اجرا شده‌است. «از کفم رها» نیز تصنیفی در آواز افشاری است که عارف قزوینی ساخته و خوانندگانی چون محمدرضا شجریان و سیما بینا آن را خوانده‌اند. همچنین آلبوم آرام جان از محمدرضا شجریان با همراهی گروه آوا، کلاً در آواز افشاری است. در آلبوم کنسرتی دیگر ساختهٔ داریوش طلایی نیز شهرام ناظری چند قطعه را در افشاری اجرا کرده‌است که قطعهٔ «ز جهان دل برکندم» که برمبنای یک آهنگ فولکلور کردی به نام «هَروایه» است نیز از آن جمله است.